# Elbeniederung von Avendorf bis Rönne
Die Elbeniederung von Avendorf bis Rönne ist ein Naturschutzgebiet in den niedersächsischen Gemeinden Tespe, Marschacht und Drage in der Samtgemeinde Elbmarsch im Landkreis Harburg.

## Allgemeines
Das Naturschutzgebiet mit dem Kennzeichen NSG LÜ 369 ist circa 434 Hektar groß. Es ist gleichzeitig als FFH-Gebiet „Elbeniederung zwischen Schnackenburg und Geesthacht“ ausgewiesen, das sich über rund 22.654 Hektar entlang der Elbeniederung bis nach Schnackenburg an der Landesgrenze zu Sachsen-Anhalt erstreckt. Es grenzt im Westen an das Naturschutzgebiet „Tideelbe von Rönne bis Bunthäuser Spitze“. Das Gebiet steht seit dem 1. März 2021 unter Naturschutz. Zuständige untere Naturschutzbehörde ist der Landkreis Harburg.

## Beschreibung
Das Naturschutzgebiet erstreckt sich von Avendorf an der Kreisgrenze zum Landkreis Lüneburg bis Rönne bei Geesthacht. Es stellt den Flusslauf der Elbe im Landkreis Harburg mit seiner Aue bis zum Elbdeich zwischen der Landesgrenze bei Fluss-km 575 und der Staustufe Geesthacht bei Fluss-km 586 unter Schutz. Bei Avendorf ist ein hinter dem Deich liegender Qualmwasserbereich in das Naturschutzgebiet einbezogen. Der Sportboothafen bei Tespe ist aus dem Geltungsbereich der Naturschutzverordnung ausgenommen.
Das Naturschutzgebiet wird neben den Wasserflächen der Elbe durch unterschiedlich breite Grünlandbereiche zwischen Elbe und Elbdeich geprägt. Die Grünländer unterliegen der natürlichen Dynamik der Elbe und werden bei Hochwasser überflutet. Sie sind als artenreiches Feuchtgrünland ausgeprägt und werden extensiv überwiegend als Mähwiese genutzt. Nur kleinflächig sind sie als Brenndoldenauenwiesen ausgebildet. Im Vordeichbereich sind insbesondere im westlichen Teil des Naturschutzgebietes auf dem Niedermarschachter Werder und dem Rönner Werder naturnahe Stillgewässer, Altwasser, Gräben und temporäre Kleingewässer mit ihren Verlandungsbereichen in die Grünlandbereiche eingebettet. Weiterhin sind Bereiche mit Röhrichten, Seggenrieden und feuchten Hochstaudenfluren ausgeprägt. In den Uferbereichen sind teilweise Schlamm- oder Sandbänke mit Pioniervegetation aus Gänsefuß-, Zweizahn- und Zwergbinsengesellschaften ausgebildet. Stellenweise stocken die Elbe begleitende Gehölze, auf dem Niedermarschachter Werder auch kleine Auwälder mit Schwarzerle und Esche als dominierende Baumarten. Im bei Avendorf hinter dem Elbdeich liegenden Qualmwasserbereich stockt ein Hartholzauwald mit darin eingebetteten Stillgewässern. Der Wald wird von Stieleiche, Flatterulme, Feldulme, Gemeiner Esche und Schmalblättriger Esche gebildet. Dazu gesellt sich noch die Schwarzerle. Die Auwälder verfügen über einen hohen Alt- und Totholzanteil. Insbesondere im Qualmwasserbereich bei Avendorf sind Laichkraut- und Froschbissgesellschaften zu finden.
Das Naturschutzgebiet ist Lebensraum u. a. von Meerneunauge, Flussneunauge, Rapfen, Steinbeißer, Schlammpeitzger, Schnäpel und Bitterling sowie potentieller Lebensraum des Lachses. Die Stillgewässer auf dem Niedermarschachter Werder und dem Rönner Werder sowie im Qualmwasserbereich bei Avendorf beherbergen verschiedene Amphibien. Das Naturschutzgebiet ist Teillebensraum und Wanderkorridor für Biber und Fischotter. Die Grünlandbereiche beherbergen u. a. Wiesenpieper, Schafstelze und Braunkehlchen sowie verschiedene Schmetterlingsarten. Das Gebiet dient auch als Rast- und Nahrungshabitat für verschiedene Vogelarten.
Das Naturschutzgebiet grenzt vielfach an hinter dem linksseitigen Elbdeich liegende Ortschaften und daran anschließende landwirtschaftliche Nutzflächen. Es dient auch der Naherholung.